# 伊藤志保
伊藤 志保（いとう しほ）は、韓国出身の舞台俳優である。劇団四季所属。梨花女子大学声楽科卒。

## 略歴
小学生のころから声楽を学ぶ。2006年11月のソウルオーディションに合格し、劇団四季に入団。2007年7月『オペラ座の怪人』大阪公演でアンサンブルとして、初舞台を踏む。『ウェストサイド物語』のソプラノ・ソロを務め、サムホエアの場面で美しい歌声を聴かせている。2008年5月16日（金）『オペラ座の怪人』のクリスティーヌ・ダーエ役で舞台に立つ。また、2009年3月13日、自由劇場で上演されているジーザス・クライスト＝スーパースター エルサレムヴァージョンで、マグダラのマリア役デビュー。

## 出演作品
- オペラ座の怪人（女性アンサンブル、クリスティーヌ・ダーエ）
- ウェストサイド物語（ソプラノ・ソロ）
- ジーザス・クライスト＝スーパースター ジャポネスクヴァージョン（女性アンサンブル）
- ジーザス・クライスト＝スーパースター エルサレムヴァージョン （マグダラのマリア）
- Romeo & Juliet＜ロメオとジュリエット＞（ジュリエット）